# ガイガン山崎
ガイガン山崎（ガイガンやまざき、1984年7月9日 - ）は、日本のフリーライター、編集者。日本大学藝術学部文芸学科を卒業。別名義に山崎 優、ギガン山崎。
怪獣映画と変身ヒーロー番組の原稿が中心だが、アニメ、漫画、模型、アクション映画、海外ドラマなどについても執筆しており、「暴力系エンタメ専門ライター」を自称している。2018年に東京都中野区にオリジナルの怪獣着ぐるみ工房である我が家工房を床山皇帝らと開設し、代表就任。

## エピソード
- ペンネームの由来は、映画『地球攻撃命令 ゴジラ対ガイガン』に登場するサイボーグ怪獣ガイガン。本作の特技監督を務めた中野昭慶とはイベントで共演することも多く、ガイガンを名乗ることについて個人的了解を得ているという[1]。
- 2009年9月17日、自宅の火事をtwitterでつぶやいたことが話題となる。現場では、あまりに嬉しそうな態度から放火の疑いをかけられた[2]。
- 新宿ロフトプラスワンでのトークイベント『日本オタク大賞』には2012年度から出演。2012年に漫画『ザ・松田 ブラックエンジェルズ』を、2013年には映画『パシフィック・リム』をプレゼンしており、両作を大賞に導いている[3][4]。
- テレビ東京系『ピラメキーノ640』内の期間限定コーナー「ゴジラ専門学校」にX星人のコスプレをして講師役として出演（生徒役は生駒里奈）。台本も執筆している。
- 新宿ネイキッドロフトにて、隔月ペースでトークイベント『阿修羅地獄』を開催している。レギュラー出演者は、アニメライターの前田久（前Q）、編集者の四海鏡、漫画家の高遠るいに本人を加えた4人。（のち、前田永は脱退。

## 主な執筆

### 雑誌
- 『東映ヒーローMAX』 - チェーンソー兄弟（サマンサ五郎とのコンビユニット）名義で「東映怪人考察行脚」連載中
- 『月刊ニュータイプ』 - 『ガンダム Gのレコンギスタ』『進撃の巨人』などに加えて、洋画や海外ドラマの記事を担当
- 『モノ・マガジン』
  - 2022年7月16日号「ウルトラマン」特集
  - 2022年11月16日号「ウルトラセブン」特集

### 書籍
- 『東映スーパー戦隊35作品記念公式図録 百化繚乱 戦隊怪人デザイン大鑑』
- 『マジンガーシリーズ40周年記念公式図録 狂機乱武 ～機械獣/妖機械獣・戦闘獣・円盤獣/ベガ獣の世界～』
- 『仮面ライダーフォーゼ 公式読本 FOURZE GRADUATION』
- 『海賊戦隊ゴーカイジャー 公式読本 豪快演義 SUPER SENTAI 35th UNIVERSE』
- 『宇宙刑事シリーズ 公式読本 METALLIC BIBLE』
- 『獣電戦隊キョウリュウジャー公式完全読本』
- 『仮面ライダー鎧武/ガイム 公式完全読本』
- 『語れ！ウルトラマン 兄弟激闘編』
- 『語れ！ウルトラ怪獣』
- 『大人のウルトラマン大図鑑 第二期ウルトラマンシリーズ編』
- 『別冊宝島 ゴジラ完全解読』
- 『平成ガメラ パーフェクション』
- 『ディズニー ベイマックス ビジュアルガイド』

## 主な出演

### トークイベント
- 『権威なき怪獣映画クイズ王決定戦』（2011年9月24日開催）
- 『オタク大賞R13「特撮を語れ！アキバヒーロータイム～ポロリもあるよ」』（2012年5月12日開催）
- 『帰ってきた権威なき怪獣映画クイズ王決定戦』（2012年8月25日）
- 『日本オタク大賞2012』（2013年1月12日開催）
- 『権威なき怪獣映画クイズ王決定戦2013』（2013年8月31日開催）
- 『ガイ山・前Q・四海鏡の時事ネタ阿修羅地獄！』（2013年7月12日開催）
- 『権威なき怪獣映画クイズ王決定戦2014』（2014年9月14日開催）
- 『ガイ山・前Q・四海鏡with高遠るいの時事ネタ阿修羅地獄＋1！』（2013年10月6日開催）
- 『日本オタク大賞2013』（2014年1月11日開催）
- 『ガイ山・前Q・四海鏡with高遠るいの時事ネタ阿修羅地獄＋1！』（2014年2月8日開催）
- 『ガイ山・前Q・四海鏡 with 高遠るい 真昼の阿修羅地獄』（2014年4月29日開催、ゲストは山本賢治）
- 『ガイ山・前Q・四海鏡 with 高遠るい あじさいの阿修羅地獄』（2014年6月21日開催）
- 『アメリカン乳シネマ 真夜中の阿修羅ボーイ』（2014年8月9日開催、ゲストは床山皇帝）
- 『阿修羅地獄7 ～秋の就活祭～』（2014年10月19日開催）
- 『大「高遠るい」LIVE!!!!!』（2014年11月22日開催）
- 『阿修羅地獄 ディケイド（仮）』（2014年12月20日開催）
- 『日本オタク大賞2014』（2015年1月10日開催）
- 『我が家工房1周年記念　大怪獣ショー with ザ・リーサルウェポンズ』（2019年7月13日開催、ゲストはひとみがすんでいる怪獣軍団とザ・リーサルウェポンズ）
- 『中沢健・ガイガン山崎・タカハシヒョウリの 未確認社会性物体』　（2022年1月29日開催、以降隔月で開催中）
- 『秘密会議ガンドロヒョウリ』　（2023年４月１５日開催、以降不定期で開催中）

### テレビ
- 『ピラメキーノ640』 - ゴジラ専門学校（2014年8月25日、26日、27日、28日、29日、9月1日、2日、3日、4日、5日放送）
- 『ピラメキーノ640』 - 帰ってきたゴジラ専門学校（2014年10月30日、11月3日、4日、5日、11日、13日、14日放送）
- 『ピラメキーノ640』 - トランスフォーマー専門学校（2014年12月8日、12月9日、12月10日、12月22日、12月23日、12月24日、2015年1月7日放送）
- 『祝ウルトラマン50 乱入LIVE!怪獣大感謝祭』（2016年7月9日放送）

### ラジオ
- 『高見沢俊彦のロックばん』 - 海外特撮ヒーロー・スペシャル！！（2013年2月24日、3月3日放送）
- 『アフター6ジャンクション』（TBSラジオ） - 不定期に出演。タカハシヒョウリとともに特撮ヒーローや怪獣について語る。

### Webラジオ
- 『ガイガン山崎と齋藤貴義の怪獣プロジェクト／怪獣チャンネル』（2016年3月より月3回ペースで配信中）

### MV
- 『ザ・リーサルウェポンズ』- 君はマザーファッカー（2019年 ジョルジュ星雲人役）